# Acid benzenesulfonic
Axit benzenesulfonic (hợp chất benzenesulfonat) là hợp chất hữu cơ sulfur với công thức C
6H
5SO
3H. Đây là axit sulfonic thơm đơn giản nhất. Nó tạo thành các tinh thể lỏng màu trắng hoặc chất rắn ráp trắng hòa tan trong nước và etanol, hòa tan nhẹ trong benzen và không hòa tan trong dung môi không phân cực như ete diethyl. Nó thường được lưu giữ ở dạng muối kim loại kiềm. Dung dịch nước của nó có tính axit.